# En gehé
L'En gehé è un gioco da tavolo della famiglia dei mancala, giocato tradizionalmente dai Masai dei gruppi Loitha e Kisonga, nel nord della Tanzania. Il gioco fu descritto per la prima volta dal tedesco Moritz Merker, soldato delle Kaiserliche Schutztruppe di stanza nell'Africa Orientale Tedesca nel 1904. Merker viene anche considerato il primo etnologo ad aver studiato la cultura masai.
L'En gehé è tradizionalmente considerato un gioco maschile, e associato ai guerrieri; lo si gioca a squadre, in genere da sei-otto giocatori ciascuna. La tradizione orale ne attribuisce l'invenzione alla figura mitologica di Sindillo, figlio del primo uomo Maitoumbe.

## Regole
Il tavoliere dell'En gehé è fra i più grandi di tutti i mancala, e comprende due file (el mátuan, sing. ol mátua) di 40-50 buche ('n gurtót, sing. en gurtóto), scavate per terra. Ogni squadra controlla una delle due file. All'inizio del gioco, ogni buca contiene quattro pezzi (es soido, sing. os soid), per un totale di 320-400; in genere si usano semi di Caesalpinia bonduc (detta ol gulangulu) o piccoli ciottoli.
Le squadre giocano a turno. Al proprio turno, uno dei giocatori della squadra preleva tutti i semi da una delle buche della sua squadra e li "semina" distribuendoli, uno per buca, nelle buche successive, in senso antiorario. Se l'ultimo seme cade in una buca occupata, tutti i semi nella buca vengono raccolti e la semina procede. La mossa termina quando l'ultimo seme di una semina cade in una buca vuota. Se tale buca appartiene alla fila controllata dalla squadra di turno, e la buca avversaria antistante non è vuota, tutti i pezzi contenuti in tale buca sono catturati e rimossi dal gioco, insieme al seme a cui si deve la cattura.
La partita termina quando una delle due squadre non può più muovere; la squadra avversaria cattura tutti i semi rimasti in gioco. Vince la squadra che ha catturato più semi.